# Żandarmeria Wojskowa (Litwa)
Żandarmeria Wojskowa (dosł. Policja Wojskowa, lit. Karo policija) – litewska policja wojskowa wchodząca w skład Litewskich Sił Zbrojnych, podległa bezpośrednio dowódcy Sił Zbrojnych.

## Historia

### Okres 1919–1940
Z rozkazu komendanta wojskowego Kowna 15 marca 1919 roku utworzono Kompanię Wojskowej Milicji Polowej (Karo lauko milicijos kuopa), złożonej z 60 żołnierzy pod dowództwem oficera Jonasa Jočysa, której zadaniem było utrzymanie porządku .
1 stycznia 1920 roku kompania została przekształcona w Szkołę Milicji Wojskowej (Karo milicijos mokykla), na czele której stanął oficer Rudaitis Kostas, przemianowanej następnie w Szkołę Żandarmerii Wojskowej (Karo policijos mokykla). Szkoła była odpowiednikiem kompanii piechoty i składała się z plutonu szkoleniowego (mokomojo būrys) i plutonu żandarmów (žandarų būrys). Na jej czele stał dowódca w randze majora, poza nim było jeszcze 4 oficerów – dowódca plutonu żandarmów w randze kapitana i trzech dowódców drużyn w randze poruczników, dwóch starszych podoficerów, 15–30 podoficerów i około 300 żołnierzy. Dwa razy do roku rekrutowano około 100 kandydatów na 6 tygodniowe szkolenie wstępne, po którym 36–60 najbardziej zdolnych zostawało przydzielonych do batalionu szkoleniowego. Tam przechodzili kurs teoretyczny i praktyczny dla żołnierzy piechoty, a także z walk ulicznych i zadań policji wojskowej .
Do zadań żandarmerii należało utrzymywanie porządku podczas wizyt przedstawicieli zagranicznych państw, sprawowanie ochrony osobistej prezydenta, a także siedziby i urzędu prezydenta, Ministerstwa Obrony Narodowej, kwatery głównej, strategicznych mostów itd., a także pilnowanie internowanych żołnierzy i innych osób z powodów politycznych po zamachu stanu w 1926 roku .
Szkoła działała do 1940 roku, a jej ostatnim dowódcą był mjr Eduardas Berentas. Rozkazem Dowódcy Wojskowego Kowna nr 269 z dnia 23 września 1940 roku Szkoła Żandarmerii Wojskowej została przekształcona w Batalion Bezpieczeństwa (Apsaugos bataliono), który w październiku 1940 roku podporządkowano 184 Dywizji Strzelców Armii Czerwonej .

### Okres po 1991
Po odzyskaniu przez Litwę niepodległości w 1991 roku w celu utrzymania dyscypliny i porządku w wojsku, utworzono 8 komendantur okręgowych i podlegających im 37 komendantur rejonowych, których celem było m.in. kontrolowanie przestrzegania prawa przez żołnierzy i jednostki wchodzące w skład obrony narodowej. W 1993 roku komendantury zostały włączone w skład Ochotniczych Służb Obrony Narodowej (SKAT). 1 marca 1993 roku w ramach SKAT utworzono Żandarmerię Wojskową (Karinė žandarmerija, od 2 maja 1994 Karinė policija). Do jej zadań należało ochrona i eskorta osób VIP, w tym przede wszystkim delegacji zagranicznych, dyplomatycznych i towarzyszącego im personelu, eskortowanie transportów SKAT, kontrola żołnierzy SKAT pełniących wartę przy strategicznych obiektach kolejowych oraz prowadzenie śledztw i postępowań wstępnych w stosunku do żołnierzy SKAT .
22 października 1998 roku Sejm Litwy przyjął ustawę o Żandarmerii Wojskowej Republiki Litewskiej, ustanawiający Żandarmerię Wojskową (Karo policija) jako wojskowy organ ścigania. Od tej pory podlega ona dowódcy Sił Zbrojnych i swoją jurysdykcją obejmuje całe litewskie wojsko .
Formowanie Żandarmerii Wojskowej rozpoczęto w 1999 roku, a jej pierwszym dowódcą został mjr Dainius Janėnas. W 2000 roku sformowano Załogi Kowna i Wilna, w 2001 Załogę Kłajpedy, a w 2005 roku Załogę Szawli. W 2004 roku w ramach Żandarmerii Wojskowej powołano sekcję kurierską zajmującą się przewozem dokumentów, a w 2009 sekcję kynologiczną, szkolącą psy do wykrywania narkotyków i substancji psychotropowych.

## Struktura (2021)[4]
- Sztab Żandarmerii Wojskowej (Karo policijos štabas)
- Komisja dochodzeń przedprocesowych (Ikiteisminio tyrimo valdyba)
- Służba wsparcia i zaopatrzenia (Paramos ir aprūpinimo tarnyba)
- Centrum szkoleniowe (Mokymo centras)
- Oddział ochrony VIP (Svarbių asmenų apsaugos skyrius)
- Załoga Wilna (Vilniaus įgula)
- Załoga Kowna (Kauno įgula)
- Załoga Kłajpedy (Klaipėdos įgula)
- Załoga Szawli (Šiaulių įgula)

## Cele i zadania
Celem Żandarmerii Wojskowej jest egzekwowanie prawa oraz utrzymanie bezpieczeństwa i porządku w strukturach Litewskich Sił Zbrojnych. Głównymi zadaniami Żandarmerii są :
- zapobieganie przestępstwom i innym naruszeniom prawa,
- wykrywanie i ściganie ich,
- utrzymywanie porządku i dyscypliny w wojsku i na terenach wojskowych,
- nadzór nad bezpieczeństwem ruchu transportu wojskowego.

## Symbole

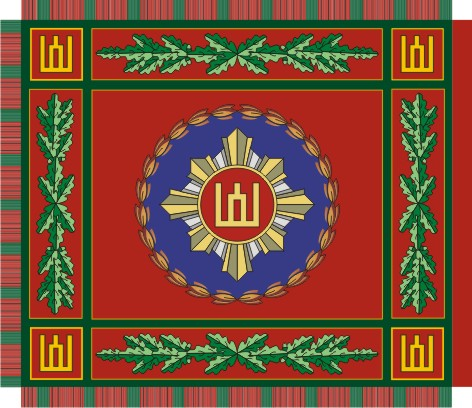
Sztandar Żandarmerii Wojskowej

W 1999 roku Minister Obrony Narodowej zatwierdził wzór odznaki rozpoznawczej i emblematu Żandarmerii Wojskowej, zaś w 2004 zatwierdzono wzór sztandaru.